# Kaggen (gud)
Kaggen, Cagn eller Kaang ("bönsyrsa") var hos sanfolket i Afrika den högste guden.
Kaggen betraktas som ett andligt väsen, en kraft bortom mänsklig kontroll associerad med vädrets och naturens makter. Han identifieras emellertid ofta med bönsyrsan i olika folksagor, och elandantilopen var hans heliga djur varför stor vördnad iakttas vid jakt på detta djur.